# Dong Jiong
Dong Jiong (n. 20 august 1973, Beijing, Republica Populară Chineză) este un jucător de badminton ce a reprezentat Republica Populară Chineză, medaliat olimpic. A participat la 1 ediție a Jocurilor Olimpice (1996) în care a câștigat 1 medalie de argint.